# Risques naturels en Colombie

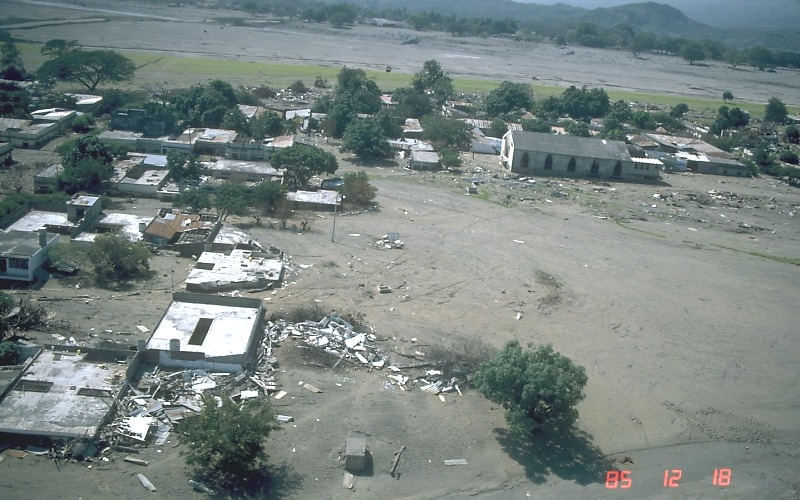
L'éruption du Nevado del Ruiz en 1985 est la pire catastrophe naturelle de l'histoire colombienne.

Les catastrophes naturelles en Colombie résultent de plusieurs risques naturels différents qui sont le résultat de la géographie et de la géologie particulière du pays. La vulnérabilité humaine, exacerbée par le manque de prévision ou l'absence de plan d'urgence approprié, et la fragilité de l'économie et de l'infrastructure contribuent à un impact important de toute catastrophe naturelle sur les plans financier, structurel et humain. 

## Risques géologiques

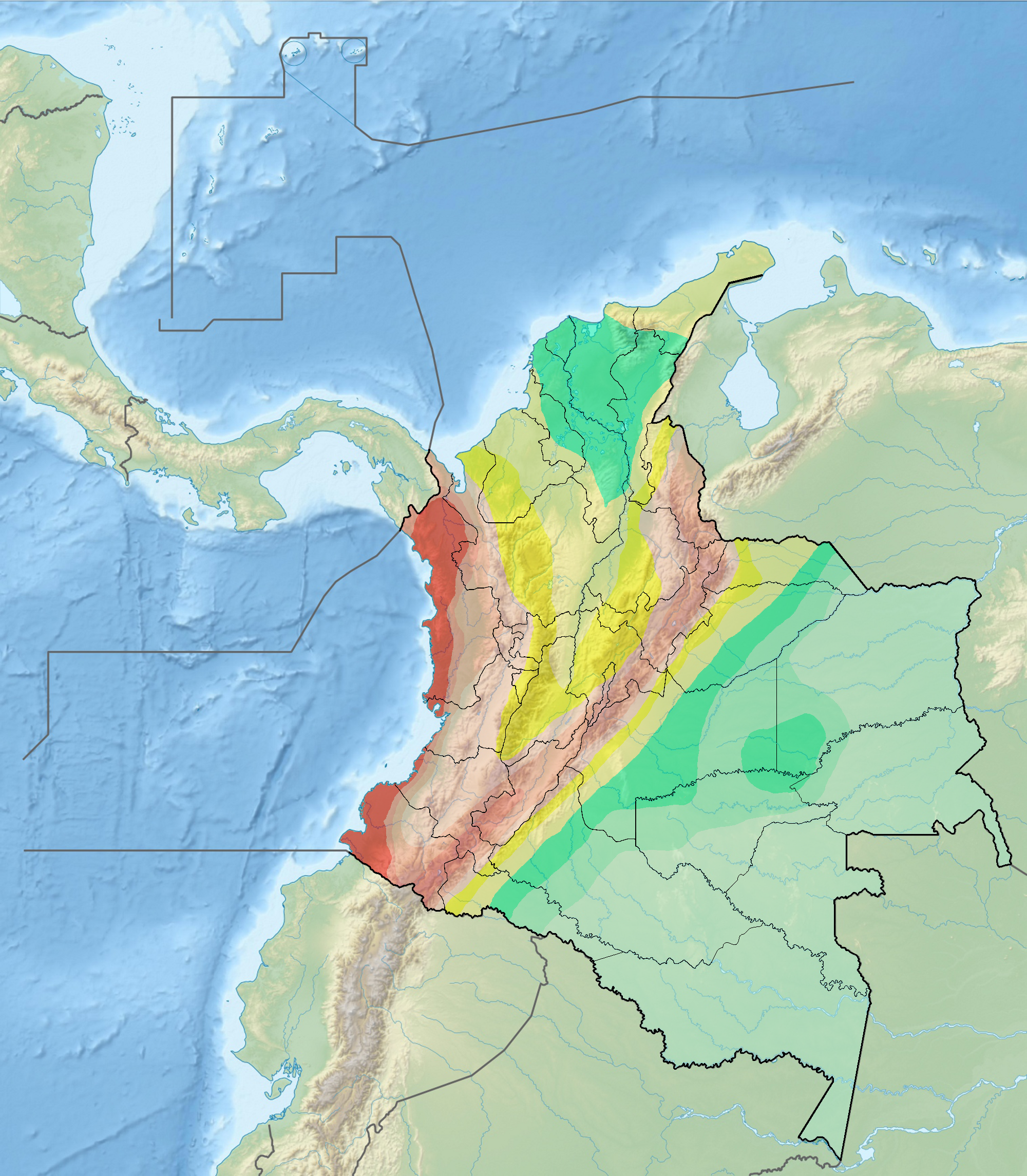
Carte du risque sismique en Colombie.

La Colombie fait partie de la ceinture de feu du Pacifique et de la ceinture volcanique andine dues à la collision de la plaque sud-américaine et de la plaque de Nazca. Ceci produit un important risque de séisme et d'éruption volcanique. 
Des catastrophes naturelles de ce type sont :
- Le séisme de Cúcuta, en 1875 ;
- Le tsunami du Nariño, en 1879, dû à un séisme de 7,2 de magnitude sur l'échelle de Richter ;
- Le séisme de Popayán, en 1982 ;
- L'éruption du Nevado del Ruiz, en 1985 ;
- Le séisme du río Paez, en 1994 ;
- Le séisme d'Armenia (en), en 1999.

## Risques hydrologiques

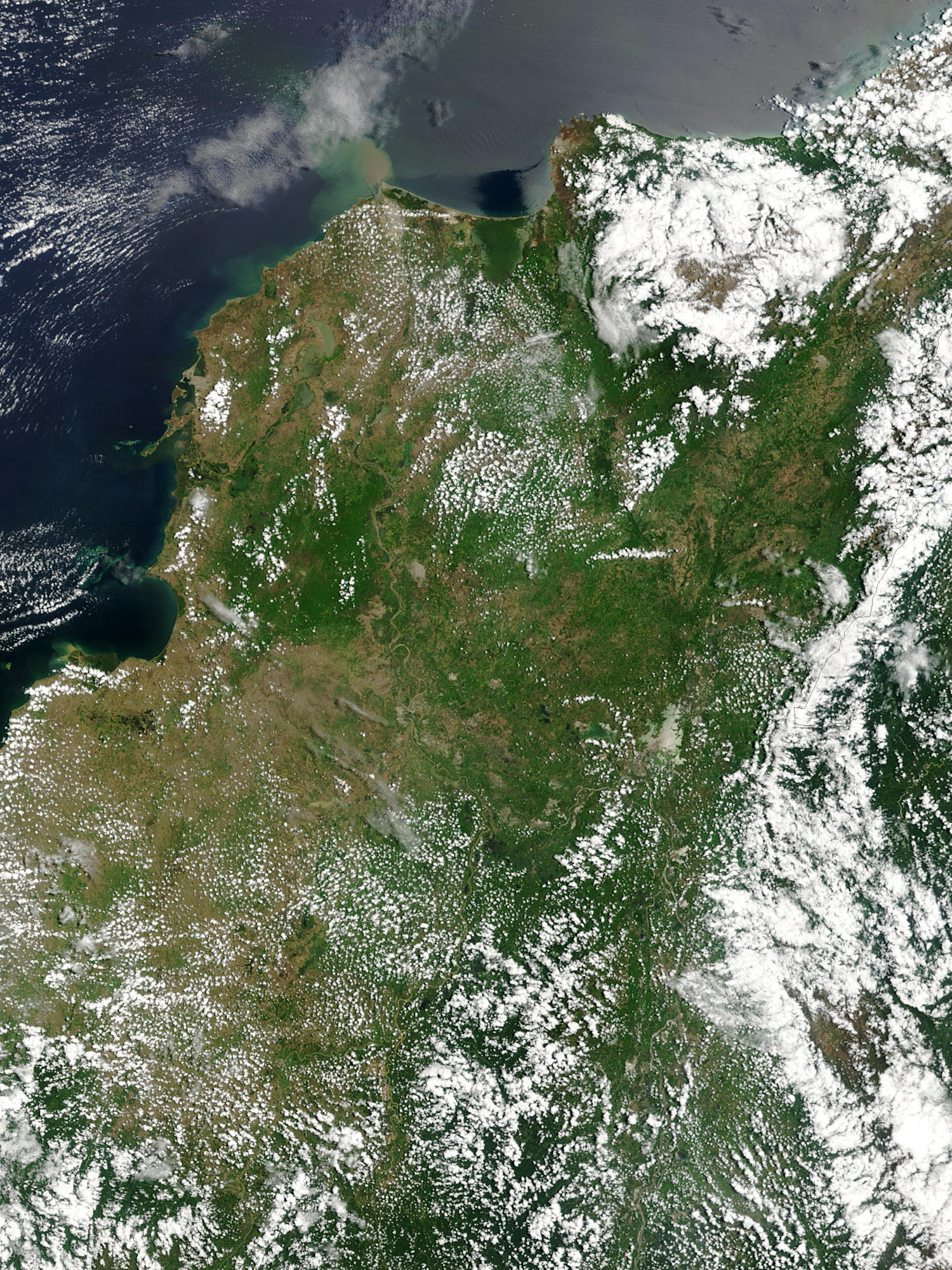
Inondations en Colombie, avril 2004

Les précipitations les plus importantes ont lieu dans les basses terres de la côte Pacifique et dans certaines parties de l'est du pays, où les pluies sont quotidiennes et où domine la forêt équatoriale. 
Les hauteurs annuelles dépassent 760 centimètres dans la plupart des basses terres de la côte Pacifique, en faisant l'une des régions les plus arrosées du monde. Le record de précipitations annuelles est détenu par Lloró, dans le département de Chocó, avec 13 299 mm. 
Dans l'est de la Colombie, les hauteurs de précipitations diminuent de 635 centimètres dans les piémonts andins à 254 centimètres à l'extrême est. De larges zones de l'intérieur de la région Caraïbe sont inondées en permanence, non à cause du volume de précipitations mais du drainage insuffisant du sol. Les vallées du río Magdalena et du río Cauca ainsi que les savanes de l'est sont facilement inondées durant les deux saisons de mousson (avril et novembre). Le phénomène opposé, la sécheresse est également fréquente de janvier à mars et de juillet à septembre.

## Risques climatiques

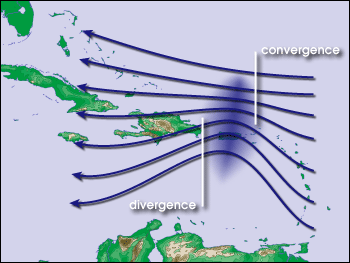
Diagramme des vents convergents et divergents au nord de la région Caraïbe.

L'existence de régions côtières à la fois de l'Atlantique et du Pacifique accroit le risque de tempêtes et cyclones tropicaux. Des vagues dans les alizés de l'océan Atlantique -zones de vents convergents se déplaçant selon la même trajectoire que le vent dominant- créent des instabilités dans l'atmosphère, ce qui peut conduire à la formation de cyclones tropicaux.  
Exemples d'événements climatiques de ce type :
- La tempête tropicale Alma (en), en 1974 ;
- Le cyclone Joan-Miriam (en), en 1988 ;
- La tempête tropicale Bret (en), en 1993 ;
- Le cyclone Cesar-Douglas, en 1996.

## Risques sanitaires

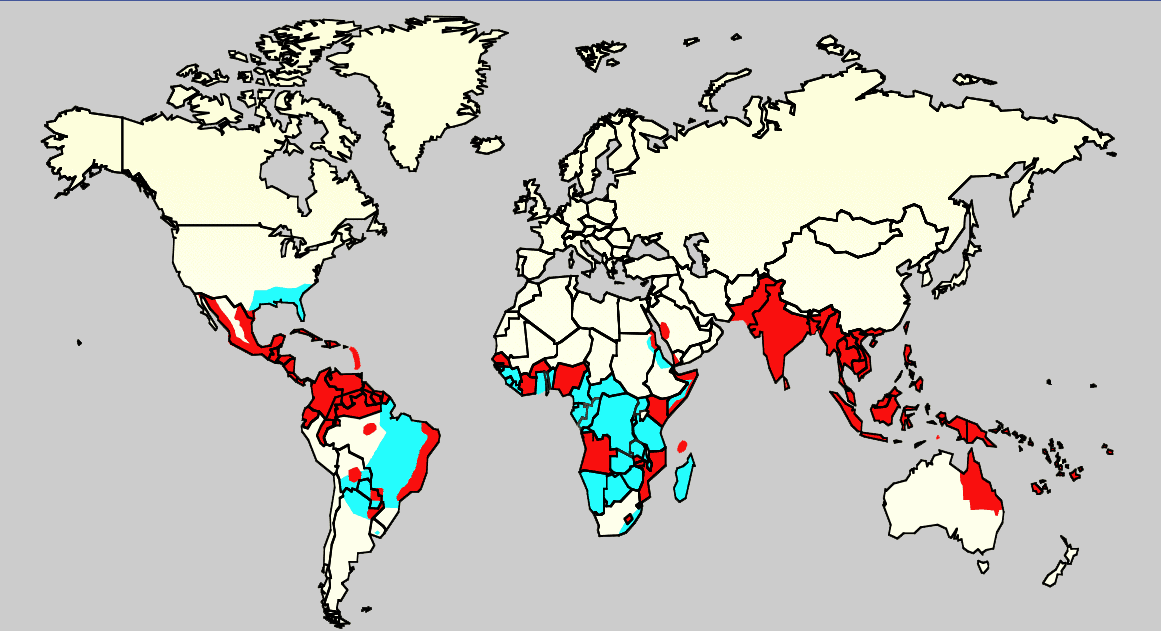
Distribution mondiale de la dengue, 2006.
Rouge : épidémie de dengue.
Bleu: Aedes aegypti.

Certains des problèmes majeurs en matière de santé publique en Colombie sont la malnutrition, les morts liées à une grossesse, la mortalité infantile, le manque de vaccination, les maladies tropicales telles le paludisme, la dengue, la fièvre jaune, la maladie de Chagas et la leishmaniose, le poly-parasitisme, les morsures de serpent et la mortalité due à la violence.